# Schelesnodoroschnoje (Kaliningrad)
Schelesnodoroschnoje (russisch Железнодорожноө, deutsch Karczarningken, 1929 bis 1945 Blumenfeld, litauisch Karčiarninkai) ist eine Siedlung in der russischen Oblast Kaliningrad. Sie gehört zur kommunalen Selbstverwaltungseinheit Stadtkreis Krasnosnamensk im Rajon Krasnosnamensk.

## Geographische Lage
Schelesnodoroschnoje liegt zwei Kilometer südlich der früheren Kreisstadt Dobrowolsk (Pillkallen/Schloßberg) und 21 Kilometer südlich der heutigen Rajonstadt Krasnosnamensk (Lasdehnen/Haselberg) an der Regionalstraße 27A-059 (ex R510). Innerorts endet ein von Sadowoje (Jentkutkampen/Burgkampen) – zum Rajon Nesterow gehörig – herkommender Landweg. Eine Bahnanbindung besteht nicht mehr. Bis 1945 war der nächste Bahnhof in Dobrowolsk an der Bahnstrecke Tilsit–Stallupönen/Ebenrode und an der Pillkaller Kleinbahn.

## Geschichte

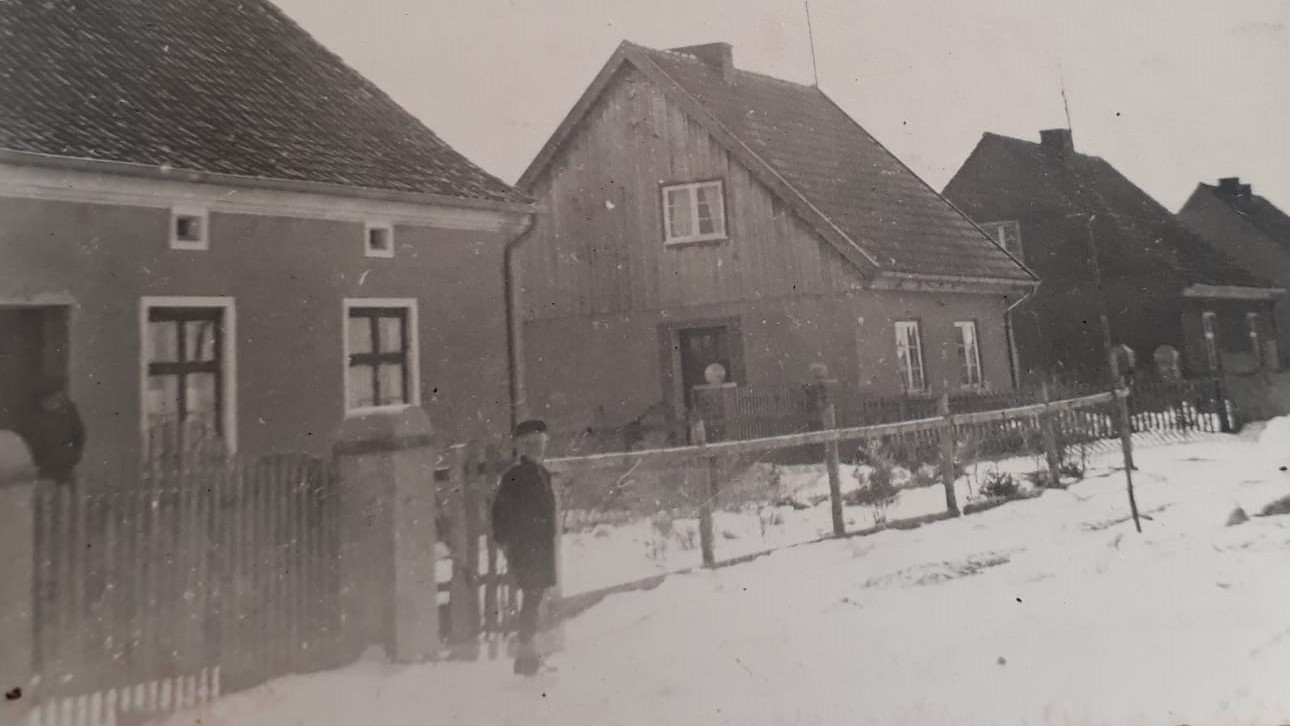
Karczarningken etwa um 1922

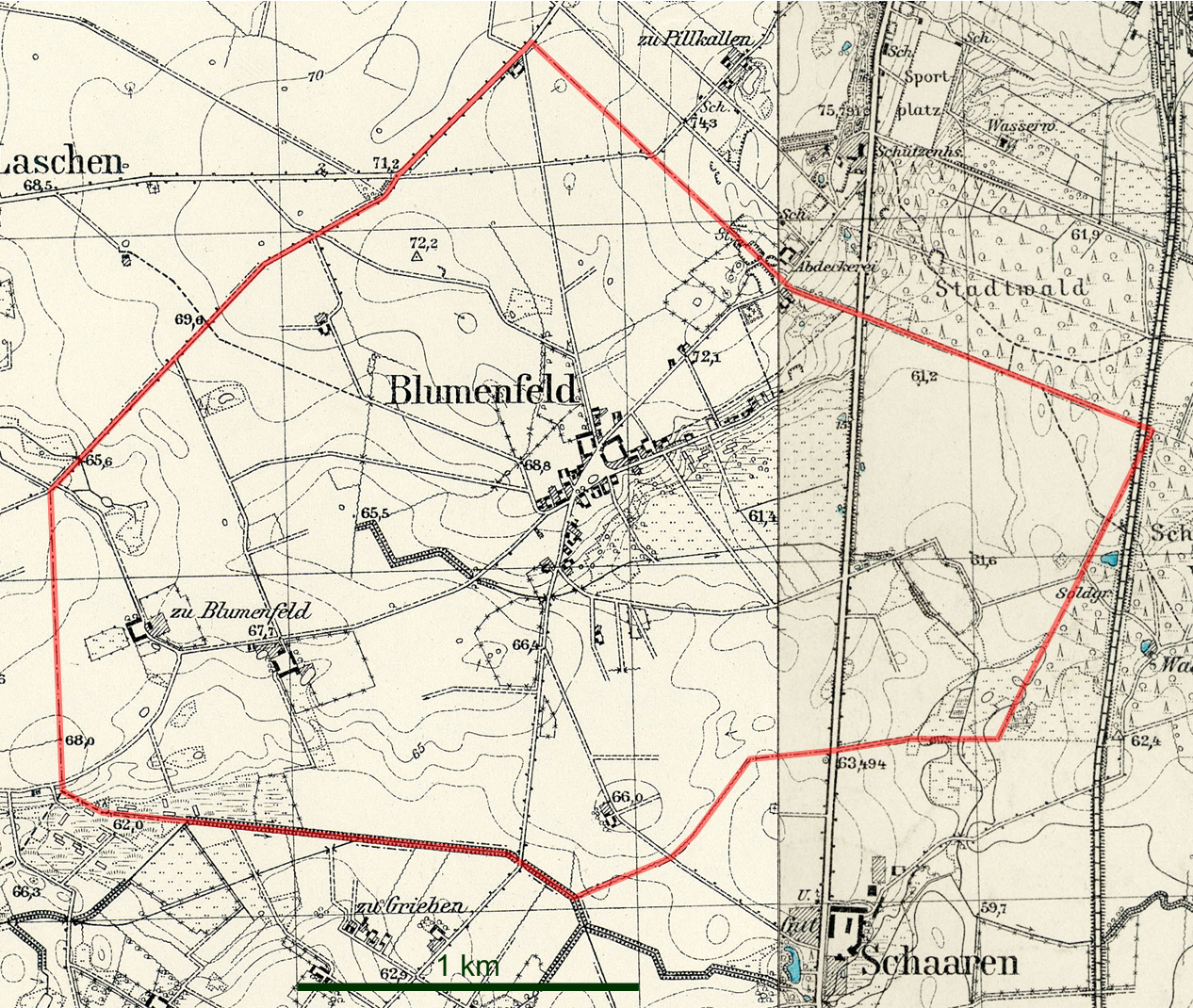
Die Gemeinde Blumenfeld (ex Karczarningken) auf zwei Messtischblättern von 1933 und 1938

Der Ort wurde um 1580 als Kartzschamninknen gegründet. Um 1780 wurde Kartzanincken als meliertes Dorf bezeichnet. 1874 wurde die Landgemeinde Kartszarningken dem neu gebildeten  Amtsbezirk Uszpiaunen im Kreis Pillkallen zugeordnet. Seit spätestens 1888 wurde der Ort mit Karczarningken bezeichnet. 1929 wurde er in Blumenfeld umbenannt.
In Folge des Zweiten Weltkrieges kam der Ort 1945 mit dem nördlichen Ostpreußen zur Sowjetunion. Im Jahr 1950 erhielt er die russische Bezeichnung Schelesnodoroschnoje (dt. etwa „Eisenbahn-Ort“) und wurde dem Dorfsowjet Dobrowolski selski Sowet im Rajon Krasnosnamensk zugeordnet. Von 2008 bis 2015 gehörte Schelesnodoroschnoje zur Landgemeinde Dobrowolskoje selskoje posselenije, von 2016 bis 2021 zum Stadtkreis Krasnosnamensk und seither zum Munizipalkreis Krasnosnamensk.

### Einwohnerentwicklung
| Jahr | Einwohner |
| ---- | --------- |
| 1867 | 415       |
| 1871 | 400       |
| 1885 | 361       |
| 1905 | 456       |
| 1910 | 394       |
| 1933 | 419       |
| 1939 | 431       |
| 1984 | ~ 170     |
| 2002 | 165       |
| 2010 | 157       |
| 2021 | 130       |

## Kirche
Die Einwohnerschaft Karczarningkens resp. Bljumenfelds war vor 1945 überwiegend evangelischer Konfession. Das Dorf war in das Kirchspiel der Kirche Pillkallen eingepfarrt und war somit Teil des Kirchenkreises Piallkallen (Schloßberg) in der Kirchenprovinz Ostpreußen der Kirche der Altpreußischen Union. Heute liegt Schelesnodoroschnoje im weitreichenden Einzugsgebiet der neu entstandenen evangelisch-lutherischen Gemeinde in Babuschkino (Groß Degesen) innerhalb der Propstei Kaliningrad (Königsberg) der Evangelisch-lutherischen Kirche Europäisches Russland.